# Banished (série de televisão)
Banished é uma série de televisão dramática britânica criada por Jimmy McGovern. O programa com sete episódios é  inspirado em eventos no século XVIII, quando a Grã-Bretanha estabeleceu uma colônia penal na Austrália. Estreou em 5 de março de 2015 na BBC Two.

## Elenco
- Orla Brady como Anne Meredith
- Ewen Bremner como Reverendo Johnson
- MyAnna Buring como Elizabeth Quinn
- Ryan Corr como Cabo MacDonald
- Brooke Harman como Deborah, governanta do governador Phillip
- David Dawson como Capitão David Collins
- Ned Dennehy como Letters Molloy
- Cal MacAninch como Sargento Timmins
- Rory McCann como Marston
- Joseph Millson como Major Robert Ross
- Nick Moss como Spragg
- Adam Nagaitis como Private Buckley
- Genevieve O'Reilly como esposa do reverendo Johnson
- Jordan Patrick Smith como Soldado Mulroney
- Russell Tovey como James Freeman
- Julian Rhind-Tutt como Tommy Barrett
- Joanna Vanderham como Katherine 'Kitty' McVitie
- David Walmsley como William Stubbins
- David Wenham como Capitão Arthur Phillip, 1º Governador de Nova Gales do Sul

## Produção
A série, uma co-produção entre a RSJ Films e a See-Saw Films, foi encomendada pela BBC Two e pela BBC Worldwide. As filmagens aconteceram em Sydney em abril de 2014 e depois em Manchester. A série estreou em 25 de junho de 2015, na BBC First na Austrália e na BBC UKTV na Nova Zelândia.

## Recepção
A série estreou em 5 de março de 2015 e foi assistida por 3,4 milhões de telespectadores, dando à BBC Two uma rara vitória na audiência tanto da BBC One quanto da ITV. Foi o segundo maior audiência da BBC2 em anos recentes, atrás apenas de Wolf Hall, que começou em janeiro com uma audiência de 3,9 milhões.